# Crypsithyris obtusangula
Crypsithyris obtusangula är en fjärilsart som beskrevs av Xiao och Li 2005. Crypsithyris obtusangula ingår i släktet Crypsithyris och familjen äkta malar. Inga underarter finns listade i Catalogue of Life.